# Olle Källgren
Olle Källgren (* 7. September 1907; † 13. April 1983; Spitzname plåten, schwedisch „Walze“) war ein schwedischer Fußballnationalspieler.

## Laufbahn
Källgren spielte für Sandvikens IF in der Allsvenskan. Zudem spielte er 13 Mal für Schweden. Für die Blågult nahm er an der Weltmeisterschaft 1938 teil. Er bildete zusammen mit seinem Vereinskameraden Ivar Eriksson die Abwehrreihe und kam im Viertel- sowie im Halbfinale zum Einsatz.
Nach der 1:5-Niederlage gegen Ungarn wurde er im Spiel um den dritten Platz gegen Brasilien durch Erik Nilsson von Malmö FF ersetzt.